# Jānis Ikaunieks
Jānis Ikaunieks (ur. 16 lutego 1995 w Kuldīdze) – łotewski piłkarz występujący na pozycji ofensywnego pomocnika w łotewskim klubie FK RFS.
Karierę seniorską rozpoczął w Liepājas Metalurgs. W latach 2014–2015 był zawodnikiem FK Liepāja, który powstał po ogłoszeniu upadłości Metalurgsa. W 2014 roku zadebiutował w reprezentacji kraju. 3 stycznia 2015 odszedł do biorącego udział w rozgrywkach Ligue 1 FC Metz. W styczniu 2017 został wypożyczony do greckiego zespołu AE Larisa. Od czerwca 2017 jest wypożyczony do łotewskiej drużyny FK Liepāja.